# Melaleuca hypericifolia
Melaleuca hypericifolia är en myrtenväxtart som beskrevs av James Edward Smith. Melaleuca hypericifolia ingår i släktet Melaleuca och familjen myrtenväxter.
Artens utbredningsområde är New South Wales. Inga underarter finns listade i Catalogue of Life.